# Kovačevac (Nova Gradiška)
Kovačevac es una localidad de Croacia en el ejido de la ciudad de Nova Gradiška, condado de Brod-Posavina.

## Geografía
Se encuentra a una altitud de 131 m s. n. m. (metros sobre el nivel del mar) a 148 km de la capital nacional, Zagreb.

## Demografía
En el censo 2021, el total de población de la localidad fue de 557 habitantes.
| Gráfica de población de Kovačevac 1857-2021                         |
|                                                                     |
| Según los censos de población de la oficina estadística de Croacia. |